# Sommet de l'OTAN de 1985
Pour un article plus général, voir Sommet de l'OTAN.
Le sommet de l'OTAN Bruxelles 1985 est le 7e sommet de l'OTAN, conférence diplomatique réunissant à Bruxelles, en Belgique, le 21 novembre 1985, les chefs d'État et de gouvernement des pays membres de l'Organisation du traité de l'Atlantique nord.